# I Just Wasn't Made for These Times (album)
| Recensione                    | Giudizio |
| ----------------------------- | -------- |
| AllMusic                      | [ 1 ]    |
| Christgau's Consumer Guide    | n.c.     |
| MusicHound Rock               | [ 3 ]    |
| The Rolling Stone Album Guide | [ 4 ]    |

I Just Wasn't Made for These Times è il secondo album in studio da solista del musicista e compositore statunitense Brian Wilson, ex leader e membro dei Beach Boys.
Il disco venne pubblicato ben sette anni dopo l'album di debutto da lui pubblicato nel 1988. L'album è la colonna sonora dell'omonimo documentario sulla vita di Wilson diretto da Don Was nello stesso periodo.

## Descrizione
Dopo il debutto da solista, il controverso psicoterapeuta di Wilson, il Dr. Eugene Landy, esercitò una significativa influenza sul progettato seguito dell'album, l'LP significativamente intitolato Sweet Insanity ("dolce pazzia"), che sarebbe dovuto uscire nel 1990 ed invece venne cancellato. Finalmente, dopo svariati anni di manipolazioni mentali e condizionamenti vari da parte di Landy, alla fine del 1991 Wilson venne sottratto alle cure del dottore, dietro ordine del tribunale, e costretto ad iniziare una nuova fase della sua esistenza. Dopo l'allontanamento forzato di Landy, Wilson iniziò una relazione sentimentale con Melinda Ledbetter, la quale avrebbe aiutato brian a riconciliarsi con i suoi famigliari, e a ricrearsi una vita sociale.
Sentendosi pronto a ributtarsi nella mischia come musicista, Wilson pensò che la cosa migliore da farsi per riavvicinarsi a suoi vecchi fan – e a se stesso – fosse quella di rivisitare dei suoi classici del passato. Collaborando con il produttore Don Was, egli registrò nuove versioni di sue composizioni con l'ausilio di una band formata dal chitarrista Waddy Wachtel, dal tastierista Benmont Tench, dal batterista Jim Keltner, e dal bassista James "Hutch" Hutchinson.
In contemporanea con la registrazione dell'album, venne anche prodotto un documentario in bianco e nero, diretto da Was ed intitolato anch'esso I Just Wasn't Made for These Times, che ripercorreva la lunga carriera dell'ex Beach Boy e ne raccontava la rinascita pubblica, con interviste ai suoi famigliari e amici.

## Accoglienza
Come il suo predecessore, I Just Wasn't Made for These Times (MCA MCASD 11270) si rivelò un insuccesso. L'album raggiunse la posizione numero 59 nella classifica britannica, mentre negli Stati Uniti non riuscì nemmeno ad entrare in classifica.

## Tracce
- Tutti i brani sono opera del solo Brian Wilson; eccetto dove indicato.

1. Meant for You (Wilson, Mike Love) – 0:50
2. This Whole World – 1:55
3. Caroline, No (Wilson, Tony Asher) – 2:39
4. Let the Wind Blow (Wilson, Mike Love) – 2:44
5. Love and Mercy – 3:13
6. Do It Again (Wilson, Mike Love) – 2:44
  - Con la partecipazione delle sue figlie Carnie e Wendy nei cori di sottofondo
7. The Warmth of the Sun (Wilson, Mike Love) – 3:48
8. Wonderful (Wilson, Van Dyke Parks) – 2:14
9. Still I Dream of It – 3:35
  - Demo casalingo del 1976 – una versione in studio venne successivamente registrata dai Beach Boys, per l'inclusione nell'album mai pubblicato Adult/Child
10. Melt Away – 2:58
11. 'Til I Die – 2:47

Nella prima tiratura dell'album Love and Mercy e Melt Away erano originariamente accreditate a Brian Wilson/Eugene Landy, ma in seguito i brani sono stati riattribuiti al solo Wilson come compositore.

## Formazione[5]
- Brian Wilson - voce, pianoforte
- Mark Goldenberg, Waddy Wachtel - chitarra
- James "Hutch" Hutchinson - basso
- Benmont Tench - pianoforte, organo Hammond
- Jim Keltner - batteria
- David McMurray - sax, flauto
- Andrew Gold, Donald Ray Mitchell, Sir Harry Bowens, Jeff Pescetto, Kip Lennon, Sweet Pea Atkinson - cori